# ذخیره‌گاه طبیعی توندره
ذخیره‌گاه طبیعی توندره (انگلیسی: Tündre Nature Reserve) یک ذخیره‌گاه طبیعی در شهرستان ویلیاندی و شهرستان والگا، استونی است که در سال ۱۹۹۹ میلادی به ثبت رسیده و ۱۸۳۷ هکتار وسعت دارد.
از جانوران این منطقه می‌توان به تذروها، دارکوب سه‌انگشته اوراسیایی و عقاب ماهی‌گیر اشاره کرد.